# Die Mumie: Das Grabmal des Drachenkaisers
Die Mumie: Das Grabmal des Drachenkaisers (Originaltitel The Mummy: Tomb of the Dragon Emperor) ist ein Abenteuerfilm aus dem Jahr 2008. Er ist eine weitere Fortsetzung zu Die Mumie, Die Mumie kehrt zurück sowie deren Ableger The Scorpion King. Der Film entstand unter der Regie von Rob Cohen, das Drehbuch stammt von Alfred Gough und Miles Millar. Mit Brendan Fraser und John Hannah wurden zwei Darsteller der vorhergehenden Filme verpflichtet, wobei Rachel Weisz, die in den ersten beiden Filmen die Rolle der Evelyn Carnahan-O’Connell verkörpert hatte, wegen Desinteresses an der Handlung ihr Mitwirken ablehnte und durch Maria Bello ersetzt wurde. Außerdem übernahmen Jet Li und Michelle Yeoh weitere Rollen.

## Handlung
Im durch Kriege der verschiedenen Königreiche erschütterten China des Jahres 221 vor Christus gelingt es dem skrupellosen Kriegsherrn und König Qin Shihuangdi, alle anderen Königreiche Chinas zu erobern und zu unterjochen. Er wird zum ersten Kaiser von China, dem Drachenkaiser, und seine Gelehrten geben ihm die Macht über die Fünf Elemente (Holz, Feuer, Metall, Wasser und Erde). Er veranlasst den Bau der Chinesischen Mauer. Der Kaiser hat noch viel vor und will sich nicht damit abfinden, dass seine Lebenszeit ebenso wie die einfacher Bauern begrenzt ist. So schickt er seinen General Ming Guo los, um nach dem Weg zum ewigen Leben zu suchen. Der General begegnet auf seiner Suche der Hexe Zi Yuan, die wissen soll, wie man ewiges Leben erlangt. Am Hofe des Kaisers führt die Hexe ein Ritual durch und spricht dieses in Sanskrit, einer Sprache, die nur sie lesen und verstehen kann. Der Kaiser nimmt an, dass dies Zauberformeln seien, die ihm das ewige Leben verleihen sollen.
Als der Kaiser erfährt, dass General Ming Guo und die Hexe Zi Yuan ineinander verliebt sind und eine Affäre haben, ist er erbost, da er selber vorgehabt hat, Zi Yuan zur Frau zu nehmen. Er fordert Zi Yuan auf, ihn zum Mann zu nehmen, sonst würde er den General töten. Zi Yuan lehnt allerdings ab, woraufhin General Ming Guo vor ihren Augen gevierteilt wird. Daraufhin offenbart sie dem Kaiser, dass sie bereits vorhergesehen habe, dass er sich nicht an seine Versprechen halten würde und ihn verflucht hat. Nachdem der Kaiser mit einem Dolch auf sie eingestochen hat, bemerkt er, dass ihm – statt Tränen – Erde aus den Augen läuft. Der Fluch verwandelt sowohl den Kaiser als auch seine gesamte Armee in Terrakottafiguren.
1946: Alex, der Sohn von Rick und Evelyn, soll eigentlich studieren, wird jedoch von seinem Professor auf eine Expedition entsandt, um das Grabmal des Drachenkaisers Qin Shihuangdi zu finden. Der Legende nach wurde dieser grausame und mächtige Herrscher vor über 2000 Jahren von der Zauberin Zi Yuan aus Rache verflucht und mitsamt seinem Gefolge in Terrakottafiguren verwandelt. Als er das Grab gefunden hat, wird er von einer mysteriösen Frau angegriffen, kann sich jedoch retten. Währenddessen wird die Mumie ins Shanghai History Museum transportiert, und Alex besucht seinen Onkel Jonathan in dessen Nachtclub, dem Imhotep’s.
Evelyn befindet sich auf einer Lesung ihres zweiten Buches Die Mumie kehrt zurück. Als sie wieder zuhause ist, erhalten Rick und sie den Auftrag, den wertvollen Diamanten Auge von Shangri-La nach Shanghai zu transportieren und dem Professor ihres Sohnes Alex zu übergeben.
Als Alex seinen Professor im Shanghai History Museum besucht, trifft er auf die Kriegerin Lin, die ihn im Grabmal angegriffen hat. Sie zeigt ihm, dass sein Professor für General Yang arbeitet, der mit Hilfe des Auges von Shangri-La den Drachenkaiser wiedererwecken und ihm das ewige Leben geben will. Lin offenbart sich als Hüterin des Grabmals des Drachenkaisers und erklärt, dass das Auge den Weg nach Shangri-La zeige, wenn man es auf die Spitze eines Turmes im Himalaya setzt.
Die drei O’Connells, Lin und Jonathan machen sich mit dem Flugzeug von „Mad Dog“ Maguire auf den Weg in den Himalaya und landen auf einem Gletscher. Dies verschafft ihnen einen Vorsprung auf dem Weg zum Turm. Kurze Zeit später kommen auch General Yangs Soldaten und der Kaiser an. Rick und Alex können die Soldaten nicht aufhalten, und so ruft Lin drei Yetis herbei, ihnen zu helfen. Jedoch gelingt es dem Drachenkaiser, den Diamanten auf die Spitze zu legen, und er weiß ab diesem Zeitpunkt, wo sich der Quell des ewigen Lebens befindet, der ihn unsterblich machen wird.
In diesem Moment beschließt Alex, sich mit einem Bündel Dynamit ohne Feuerschutz vor den Turm zu stellen, um eine Lawine auszulösen. Der Kaiser bemerkt und versucht dies zu verhindern, indem er sein Schwert nach ihm wirft. In letzter Sekunde wirft sich Rick vor Alex und wird anstelle seines Sohns schwer verletzt. Im selben Augenblick explodiert das rechtzeitig weggeworfene Dynamitbündel, und eine Lawine bricht los, wobei die O’Connells und Lin von den Yetis geschützt werden.
Die vier beschließen, Rick mit den Yetis nach Shangri-La zu bringen, um ihn dort zu heilen. Dort angekommen, treffen sie auf Lins Mutter, Zi Yuan, die den Kaiser verfluchte. Somit stellt sich heraus, dass sie das Geheimnis der Unsterblichkeit kennt. Sie können den Drachenkaiser nach der Heilung Ricks nicht aufhalten, und so nimmt er ein Bad in der Quelle von Shangri-La, die ihm die Unsterblichkeit verleiht. Er entführt Lin und fliegt in Gestalt eines Drachen zu seinem Grabmal, um seine Armee wiederzuerwecken.
Die O’Connells, Zi Yuan und Jonathan fliegen ihm mit Mad Dog Maguire hinterher und gelangen tatsächlich vor ihm zum Grabmal. Zi Yuan will die vom Kaiser getöteten Soldaten und Feinde, auf deren Körpern er die Chinesische Mauer bauen ließ, wiedererwecken und opfert ihnen ihre und Lins Unsterblichkeit. Nachdem der Drachenkaiser seine Armee wiedererweckt hat, muss diese die Chinesische Mauer passieren, damit sie unsterblich wird. Jedoch befinden sich dort die auferweckten Soldaten unter der Führung von General Ming Guo. Als Zi Yuan mit dem Kaiser kämpft, opfert sie sich selbst, um ihm die einzige Waffe, mit der der Drachenkaiser getötet werden kann, einen Dolch, unbemerkt zu entwenden.
Alex befreit Lin aus General Yangs Lager am Grabmal und flüchtet. Daraufhin erscheinen Jonathan und Mad Dog Maguire mit einem weiteren Kampfflugzeug, um die Armee mittels Gewehrsalven zu dezimieren. Nachdem Alex und Rick den Dolch von Zi Yuan erhalten haben, zerbricht dieser im Kampf. Nach einem weiteren Kampf, an dessen Ende Rick den Griff und Alex die Spitze des Dolches ins Herz des Drachenkaisers stoßen, verschmilzt der Dolch und tötet den Kaiser und dessen Armee.
Der Film endet mit einem Ball im Imhotep’s, dessen neuer Inhaber Mad Dog Maguire ist, da Jonathan nach Peru reist, um dort einen neuen Club zu eröffnen. Er hat das Auge von Shangri-La an sich genommen und nimmt es mit nach Peru, weil es dort angeblich keine Mumien geben soll. Im Off wird dann darauf hingewiesen, dass in Peru Mumien entdeckt worden seien.

## Synchronisation
| Rolle                             | Darsteller      | Synchronsprecher         |
| --------------------------------- | --------------- | ------------------------ |
| Rick O’Connell                    | Brendan Fraser  | Torsten Münchow          |
| Alexander „Alex“ Rupert O’Connell | Luke Ford       | Marcel Collé             |
| Jonathan Carnahan                 | John Hannah     | Stefan Staudinger        |
| Evelyn Carnahan                   | Maria Bello     | Claudia Urbschat-Mingues |
| Lin                               | Isabella Leong  | Manja Doering            |
| Zi Yuan                           | Michelle Yeoh   | Arianne Borbach          |
| Emperor Han / Drachenkaiser       | Jet Li          |                          |
| „Mad Dog“ Maguire                 | Liam Cunningham | Erich Räuker             |
| Roger Wilson                      | David Calder    | Uli Krohm                |

## Hintergründe

### Vermarktung
Sierra Entertainment hat ein Spiel für Wii, PlayStation 2 und Nintendo DS herausgebracht, das am 22. Juli 2008 in Nordamerika erschien. In Deutschland war es ab dem 1. August 2008 im Vertrieb von Vivendi Games erhältlich.

### Veröffentlichung
Der Film startete in den Kinos am 1. August 2008 in den Vereinigten Staaten und am 7. August 2008 in Deutschland. Auf DVD und Blu-ray Disc wurde er am 11. Dezember 2008 veröffentlicht. Beide Medien haben eine FSK-16-Freigabe, die jedoch auf das Beiprogramm zum Film zurückzuführen ist. Dabei wurden die entfallenen Szenen und das Making-of Know your Mummy mit der FSK-16-Freigabe bewertet.

### Budget
Der Film wurde mit einem Budget von 150 Millionen US-Dollar produziert. Am Startwochenende spielte er in den Vereinigten Staaten knappe 50 Millionen US-Dollar ein. Nach nicht einmal zwei Wochen im Kino konnte der dritte Teil schon die 200 Millionen US-Dollar Einspielgrenze überschreiten. Damit ist er ebenso erfolgreich wie seine Vorgänger.

### Trivia
Die von Jet Li dargestellte Rolle als Drachenkaiser beruht nicht auf der historischen Figur des ersten Kaisers der Han-Dynastie, Han Gaozu, sondern auf der des Kaisers Qin Shihuangdi. Zur Zeit, als Qin Shihuangdi nach dem Ende der Zeit der Streitenden Reiche sich zum Kaiser erklärte, war er bereits über 30 Jahre alt. Tatsächlich soll der Qin-Kaiser mehrere Millionen Menschen umgebracht haben. Qin Shihuangdi war auch der Kaiser, der den Bau der chinesischen Mauer angeordnet hatte. Ob er seine Feinde unter der Mauer begraben ließ, ist unbekannt, wird von vielen Historikern jedoch nicht ausgeschlossen.

Zu Beginn des Films hält Evelyn Carnahan-O’Connell eine Lesung aus ihren Romanen über die vorangegangenen Abenteuer mit der Mumie Imhotep. Dabei fährt die Kamera so von hinten um sie herum, dass man ihr Gesicht nicht sehen kann. Auf eine Nachfrage aus dem Publikum hin, ob die weibliche Hauptperson der Romane auf Evelyn beruhe, antwortet diese (nun sieht man ihr Gesicht): „Ich kann Ihnen versichern, dass sie ein völlig anderer Mensch ist.“ Damit wird darauf angespielt, dass die Rolle der Evelyn nun von Maria Bello gespielt wird. In den Filmen Die Mumie und Die Mumie kehrt zurück wurde die Rolle von Rachel Weisz verkörpert.

### Fortsetzung
Die Schauspielerin Maria Bello gab in einem Interview bekannt, dass ein weiterer Die-Mumie-Film produziert werden soll und dass sie dafür auch schon einen Vertrag unterschrieben habe. Der Schauspieler Luke Ford soll für drei weitere Filme unterschrieben haben. Wie im September 2012 von Universal Pictures bekanntgegeben wurde, soll es sich beim nächsten Film um ein Reboot der Reihe handeln. Den Regieposten sollte Len Wiseman übernehmen, für das Drehbuch soll Jon Spaihts verantwortlich sein.
Im Februar 2013 wurde bekannt, dass Billy Ray ein Konkurrenzdrehbuch verfassen soll, um die Erfolgschancen des Films zu steigern. Wegen Terminkonflikten ersetzte Andrés Muschietti Len Wiseman als Regisseur. Inzwischen trat er ebenfalls zurück, und Alex Kurtzman übernahm sowohl die Produktion als auch Regie des Films. Der Reboot startete im Juni 2017 in den deutschsprachigen Kinos.

## Filmmusik
Ein Großteil der Musikstücke wurde vom Komponisten Randy Edelman komponiert. Beim Soundtrack kamen neben für die britische Folklore typischen Musikinstrumenten auch verschiedene chinesische und andere asiatische Instrumente zum Einsatz. Der Komponist John Debney ergänzte zusätzliches Tonmaterial für viele der längeren Action-Sequenzen, welches im Juli 2008 aufgenommen wurde. Der Soundtrack erschien in Deutschland am 8. August 2008.

## Kritiken
Sascha Westphal sah in der Welt einen „erstaunlich anarchistischen Grundton“ und einen „Gegenentwurf zu all den Superhelden-Filmen dieses Jahres“. Cohen breche „mit der rassistischen Grundtendenz des noch ganz von den Werten und Vorstellungen der Kolonialzeit geprägten Abenteuergenres“ und lasse dementsprechend Brendan Fraser und Luke Ford gegenüber Michelle Yeoh, Isabella Leong und Jet Li „geradezu hölzern“ wirken.
Philipp Bühler (Berliner Zeitung) hingegen war weniger überzeugt und bezeichnete den Film als „weniger gruselig und auch weniger lustig als die Vorgänger mit ihrem speziellen, gerne auch etwas billigen Charme“. Die „Plattitüdenhaftigkeit der Dialoge“ wirke aufgesetzt, jeder Knalleffekt sei nur ein „weiteres Strukturelement im ironischen Verweisspiel“. In der Theorie sei das „sinnfreie Unterhaltungskino dem Geist der Einrichtung näher als die allzu reflektierte Qualitätsware. Dieser Film jedoch hat keinen anderen Zweck, als Geld einzuspielen.“
Das Lexikon des internationalen Films schrieb: „Zweite Fortsetzung eines ursprünglich recht unterhaltsamen Fantasyfilms (…), die ohne kreative Fantasie und Gespür für Timing ein atemloses Effekte-Spektakel voller Inszenierungsfehler abspult.“